# 上特鲁巴赫
上特鲁巴赫是德国巴伐利亚州的一个市镇。总面积21.14平方公里，总人口2199人，其中男性1138人，女性1061人（2011年12月31日），人口密度104人/平方公里。